# Allerheiligen (Jettingen-Scheppach)
Allerheiligen ist ein Wohnplatz der Gemeinde Jettingen-Scheppach im schwäbischen Landkreis Günzburg in Bayern, der zur Gemarkung Scheppach gehört.

## Geschichte
Mit der Fusion der Gemeinden Jettingen und Scheppach kam Allerheiligen am 1. Januar 1970 zur neuen Gemeinde Jettingen-Scheppach.

## Sehenswürdigkeiten

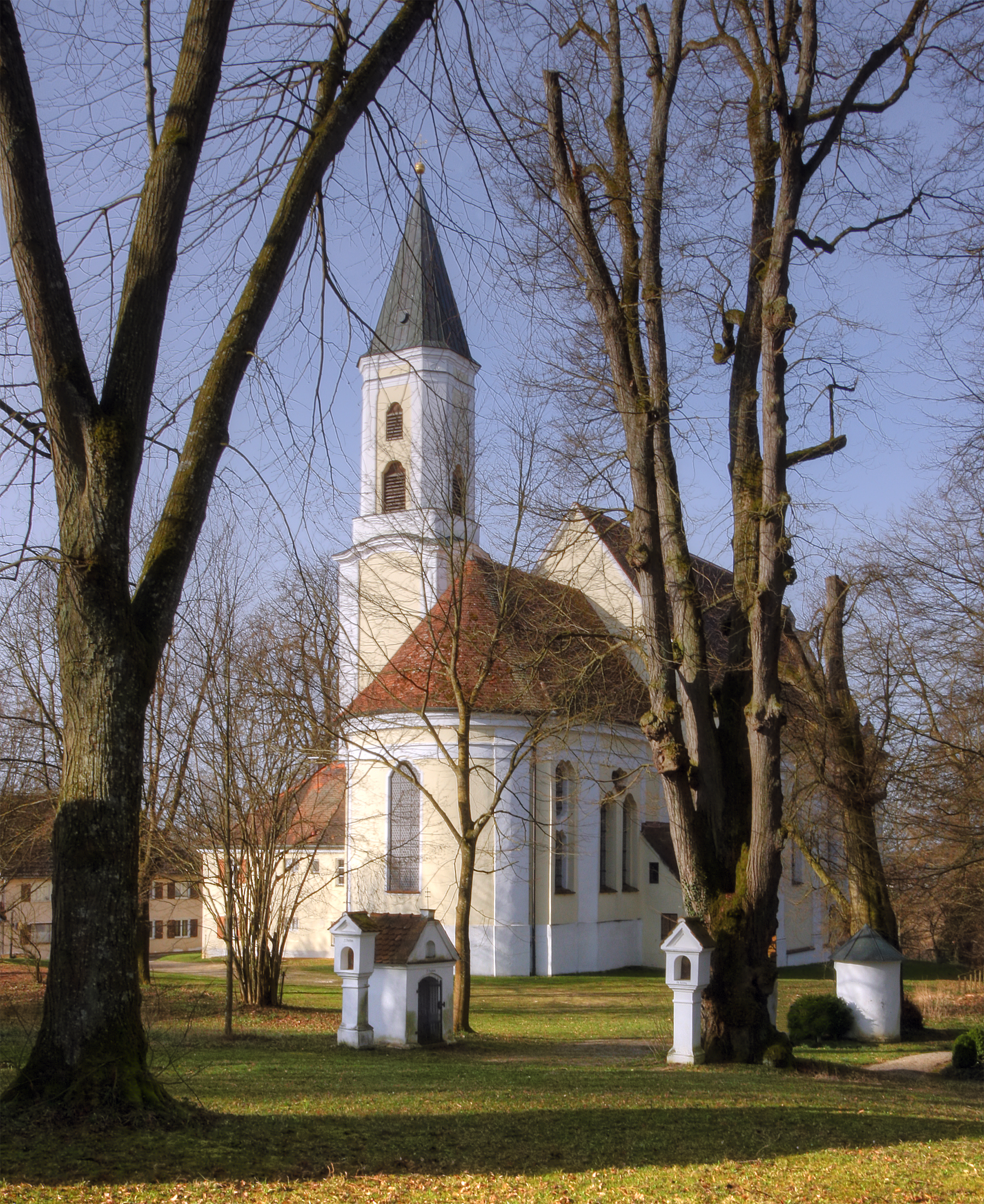
Wallfahrtskirche Allerheiligen

Siehe auch: Liste der Baudenkmäler in Allerheiligen
- Wallfahrtskirche Allerheiligen